# San Vicente del Barco
San Vicente del Barco era un municipio español de la provincia de Zamora que fue abandonado tras haber sido anegada buenas parte de su territorio con la Presa de Ricobayo. Su territorio se encuentra actualmente integrado en el término municipal de Santa Eufemia del Barco, perteneciente a la comarca de Tierra de Alba y a la Comunidad de Castilla y León.
En el censo de población de 1857 poseía 601 habitantes.

## Situación
San Vicente del Barco se asentó a orillas del Esla, junto a su margen derecha, en un paraje abrupto y pintoresco. Sus edificios estaban subidos sobre la cumbre y laderas de un peñón que cae vertiginoso hacia el cauce fluvial, bastante encajado por esta zona.